# Gerüsteinsturz von Willow Island

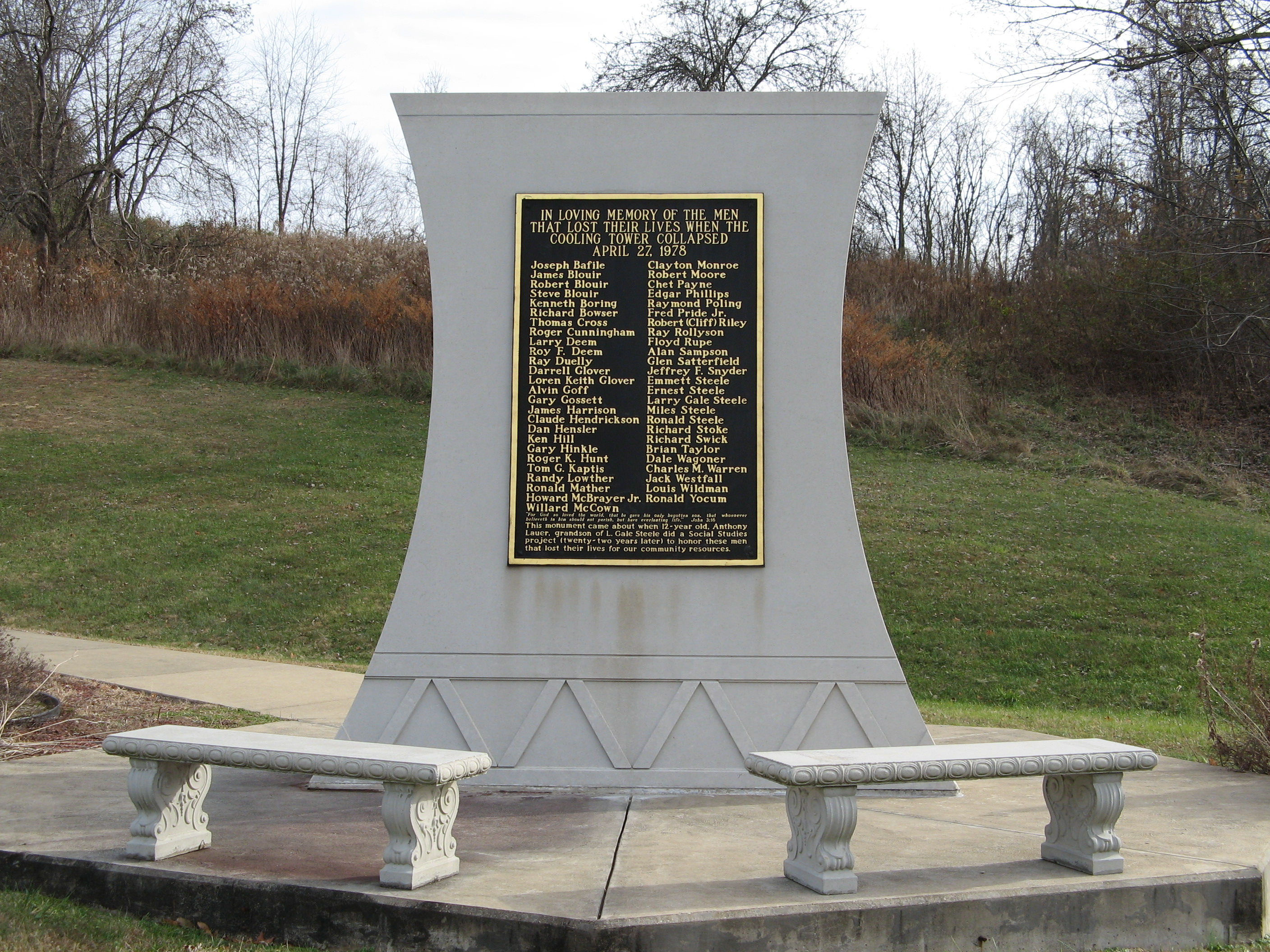
Denkmal für die Todesopfer

Durch den Gerüsteinsturz von Willow Island kamen am 27. April 1978 während den Bauarbeiten für einen Naturzugkühlturm des Kohlekraftwerks Pleasants in Belmont, West Virginia, 51 Bauarbeiter zu Tode. Der Vorfall stellt einen der größten Unfälle im Hochbau in der Geschichte der Vereinigten Staaten dar.
Die großen Kühltürme des Kohlekraftwerks wurden vor Ort aus Beton gegossen. Dazu wurde auf jede fertiggestellte Reihe von Betonelementen eine neue Schalung aufgesetzt und ausgegossen. So wuchs der Turm sukzessive in die Höhe. Die zuständigen Arbeiter befanden sich auf einem umlaufenden Arbeitsgerüst, welches an den drei obersten Reihen der fertiggestellten Betonelemente befestigt war und mit der Vollendung jeder neuen Reihe hydraulisch angehoben und durch Bolzen an der Betonkonstruktion fixiert wurde. Das Gerüst hatte somit keinen Kontakt zum Boden. Der erste Kühlturm des Kraftwerks war auf diese Weise bereits errichtet worden.
Kurz nachdem gegen 10:00 Uhr am Vormittag des 27. April der dritte Betonkübel des Tages auf die Arbeitshöhe von 51 Metern gezogen werden sollte – der dafür verwendete Kran war ebenfalls am oberen Rand des Kühlturms befestigt – stürzte dieser ab und der Kran fiel in die Richtung der Innenseite des sich im Bau befindlichen Turmes. Der stürzende Kran riss einige Betonelemente, an denen er befestigt war, mit in die Tiefe und startete damit eine Kettenreaktion. In beiden Richtungen begannen sich reihum die Betonelemente mitsamt den daran befindlichen Gerüstelementen zu lösen und herabzustürzen. Alle 51 Arbeiter auf dem Gerüst kamen in Folge des Absturzes ums Leben.
Nachfolgende Ermittlungen kamen zum Schluss, dass die oberste Reihe von Betonelementen, die am Tag zuvor gegossen worden war, durch tiefe Temperaturen in der Nacht vor dem Unglück nicht richtig aushärten konnte. Weiterhin waren eine Vielzahl der Befestigungsbolzen, die das Gerüst mit dem Turm verbanden, vorzeitig gelöst worden.